# 2019
2019 (MMXIX) var ett normalår som började en tisdag i den gregorianska kalendern.

## Händelser
- Matera, (Italien) och Plovdiv, (Bulgarien) är Europas kulturhuvudstäder under året.

### Januari
- 1 januari

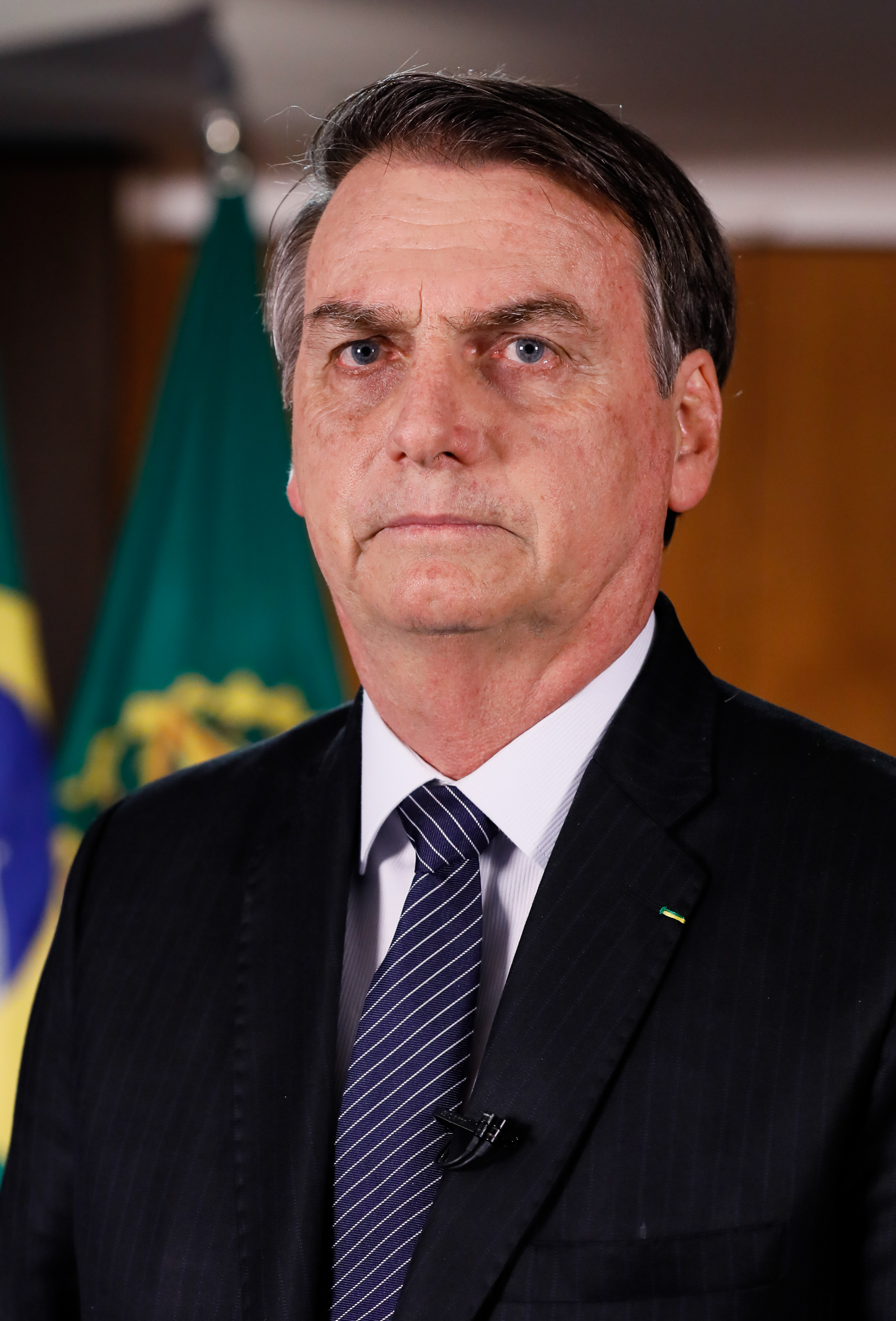
Jair Bolsonaro tillträder som Brasiliens president.

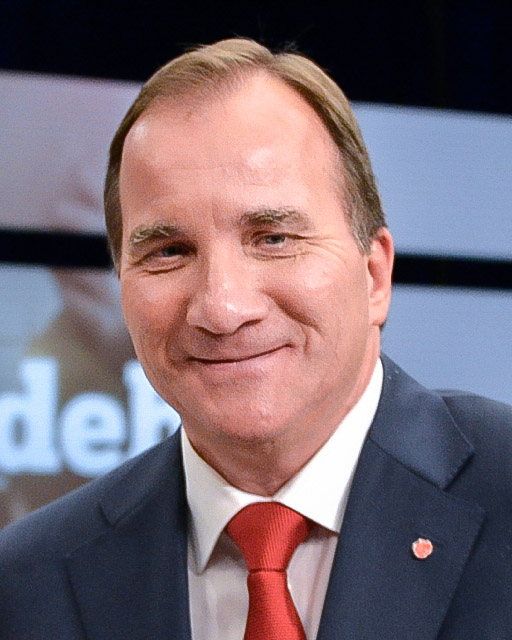
Stefan Löfven väljs återigen som Sveriges statsminister.

  - Rumänien tar över ordförandeskapet i Europeiska unionens råd efter Österrike.
  - Jair Bolsonaro tillträder som Brasiliens president.
  - Österrike legaliserar samkönade äktenskap.
- 1–2 januari – Stormen Alfrida drar in över Danmark, Sverige och Finland.
- 2 januari – 8 personer omkommer och 16 skadas i en järnvägsolycka på Stora Bältbron i Danmark.
- 3 januari – Den kinesiska rymdsonden Chang'e 4 landar på månens baksida.
- 6 januari – Kung Muhammad V av Malaysia abdikerar.
- 10 januari – Stormen Jan drar in över norra Norge och Sverige.
- 11–13 januari – I regeringsförhandlingarna i Sverige efter valet 2018 ingår Centerpartiet, Liberalerna, Miljöpartiet och Socialdemokraterna januariöverenskommelsen, enligt vilken man låter S och MP bilda regering med inflytande från C och L.
- 15 januari – Storbritanniens parlament röstar ner premiärminister Theresa Mays avtal om Storbritanniens utträde ur Europeiska unionen.
- 16 januari – Efter januariöverenskommelsen meddelar Vänsterpartiet att de avser släppa fram en regering bestående av Socialdemokraterna och Miljöpartiet med inflytande från Centerpartiet och Liberalerna.
- 18 januari
  - Poeten och dramatikern Katarina Frostenson lämnar Svenska Akademien efter en förlikning.
  - Stefan Löfven väljs av Sveriges riksdag till statsminister sedan en majoritet av ledamöterna ej röstat emot honom.
- 21 januari – Regeringen Löfven II tillträder.
- 23 januari – Oppositionsledaren Juan Guaidó utropar sig själv till Venezuelas president, och erkänns samma dag av bland andra USA:s president Donald Trump.
- 31 januari – Europaparlamentet uppmanar EU-länderna och den höga representanten för utrikes frågor och säkerhetspolitik att erkänna oppositionsledaren Juan Guaidó som Venezuelas tillfällige president.

### Februari
- 1 februari – USA:s president Donald Trump meddelar att USA säger upp nedrustningsavtalet INF om att avskaffa medel- och kortdistansrobotar. Dagen därpå meddelar Rysslands president Vladimir Putin att även Ryssland lämnar avtalet.
- 8 februari – Bonnier och Amedia köper tidningskoncernen Mittmedia.
- 12 februari
  - Den finlandssvenska författaren Tua Forsström väljs in som ny ledamot i Svenska Akademien. Hon väntas tillträda vid Akademiens högtidssammankomst den 20 december.
  - Makedonien byter namn till Nordmakedonien.
- 13 februari
  - En preliminär uppgörelse om upphovsrättsdirektivet ingås under trilogmöten mellan EU:s lagstiftare.
  - Partiet vändpunkt bildas med den före detta miljöpartisten Carl Schlyter som en av initiativtagarna.
  - Hiphoppionjären Grandmaster Flash, violinisten Anne-Sophie Mutter och stiftelsen Playing for Change tilldelas Polarpriset.
- 27 februari – Pakistan och Indien säger sig ha skjutit ned varandras stridsflygplan i en dramatisk upptrappning av konflikten länderna emellan. Båda länders luftfartsmyndighet meddelar att de stänger luftrum på grund att det allvarliga läget.
- 27–28 februari – Ett toppmöte mellan USA:s president Donald Trump och Nordkoreas högste ledare Kim Jong-un äger rum i Hanoi, Vietnam, men avslutas utan att något avtal ingåtts.

### Mars

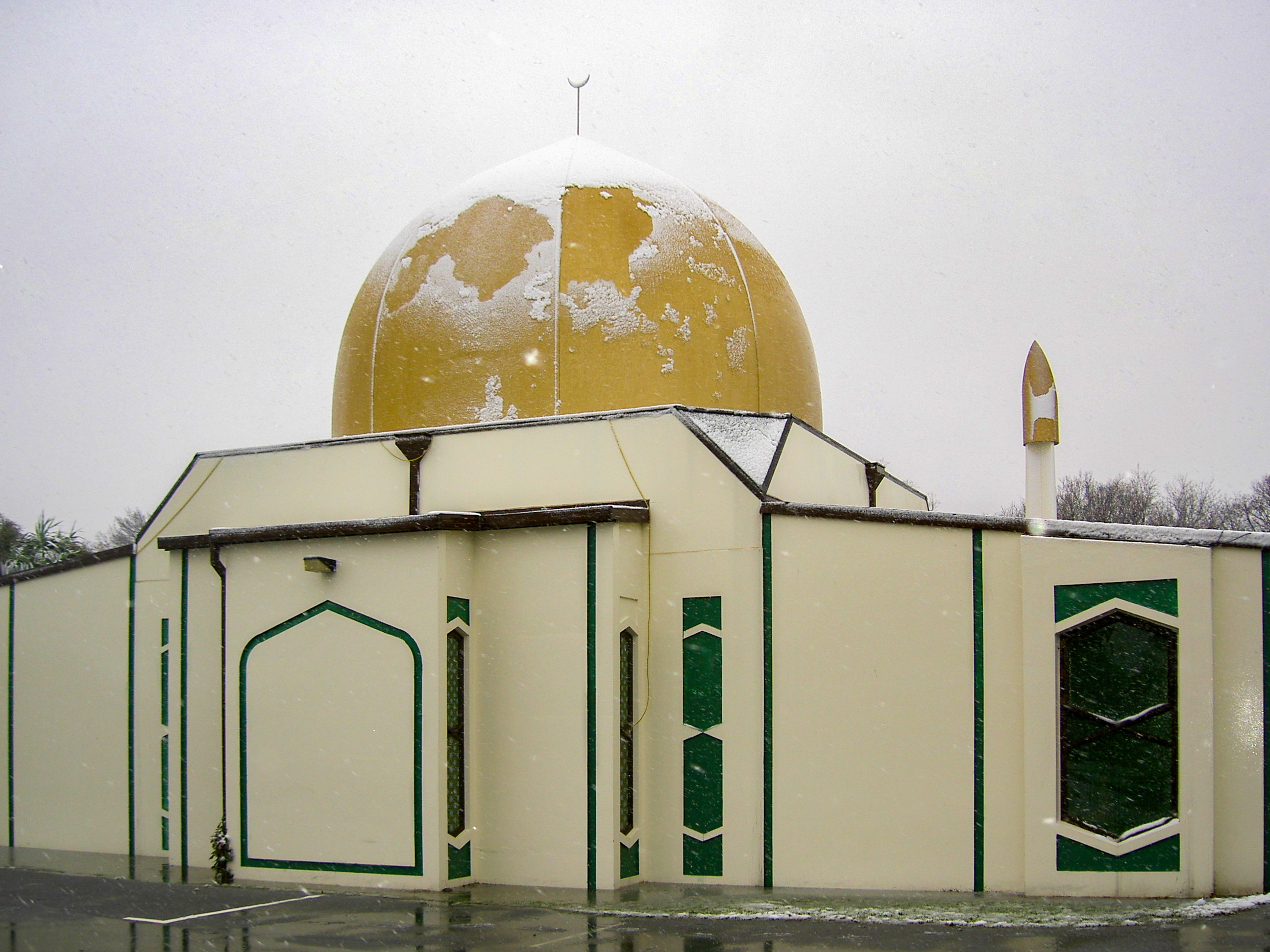
Moskéattacken i Christchurch

- 3 mars – Parlamentsval äger rum i Estland.
- 5 mars – Svenska Akademien meddelar att man fått klartecken från Nobelstiftelsen att dela ut två Nobelpris i litteratur 2019.
- 10 mars – Ethiopian Airlines Flight 302 havererar nära staden Debre Zeit, Etiopien. Alla 157 passagerare och besättning omkommer.
- 11 mars – Tidningen Pro Hockey läggs ner.[1]
- 13 mars – En debattartikel av Christopher Gillberg med flera i Svenska Dagbladet[2] drar igång en omfattande svensk mediedebatt[3] om könsbekräftande vård för unga.
- 15 mars – Moskéattacken i Christchurch inträffar.
- 22 mars – Utredningen i USA om rysk inblandning i valen 2016 lämnas in till justitieministern William Barr och avslutas efter två år utan att några bevis för teorin om band mellan Ryssland och Donald Trumps presidentkampanj hittades.[4][5]
- 25 mars – USA:s president Donald Trump beslutar att USA formellt erkänner Golanhöjderna som israelisk mark.[6]
- 30 mars – Den liberala miljöaktivisten Zuzana Čaputová blir Slovakiens första kvinnliga president. Hon får drygt 58 procent av rösterna i presidentvalet.

### April

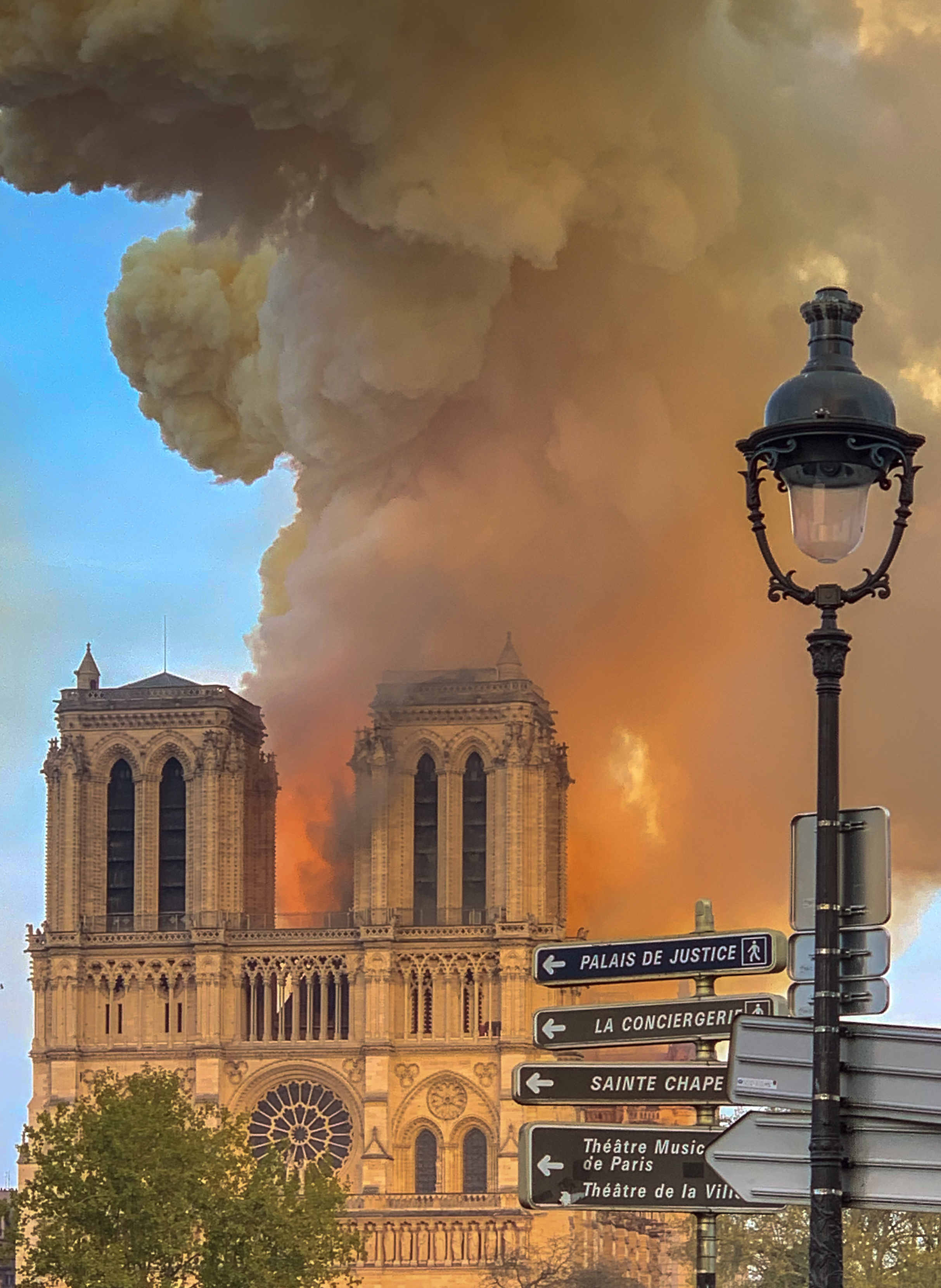
Katedralen Notre-Dame de Paris i lågor.

- 3 april – I Brunei införs en ny lag där homosexuella bestraffas med offentlig stening, något som väcker starka reaktioner i omvärlden.
- 11 april – Wikileaksgrundaren Julian Assange grips av brittisk polis inne på Ecuadors ambassad i London.
- 11 april – Parlamentsval hålls i Finland.
- 15 april – Katedralen Notre-Dame i Paris drabbas av en kraftig brand, vilket leder till omfattande skador.
- 17 april – 28 personer mister livet då en turistbuss kör av vägen på ön Madeira, Portugal.
- 21 april
  - I en terroristattack riktat mot kyrkor och hotell på olika platser i Sri Lanka dödas 359 personer och nästan 500 skadas[7].
  - Volodymyr Zelenskij vinner presidentvalet i Ukraina.
- 25 april – Ett möte mellan Rysslands president Vladimir Putin och Nordkoreas ledare Kim Jong-un hålls i Vladivostok, Ryssland.
- 27 april – Hästen Propulsion och kusken Örjan Kihlström vinner årets upplaga av Olympiatravet.
- 30 april – Japans kejsare Akihito abdikerar, varpå hans son Naruhito tillträder tronen dagen därpå.

### Maj

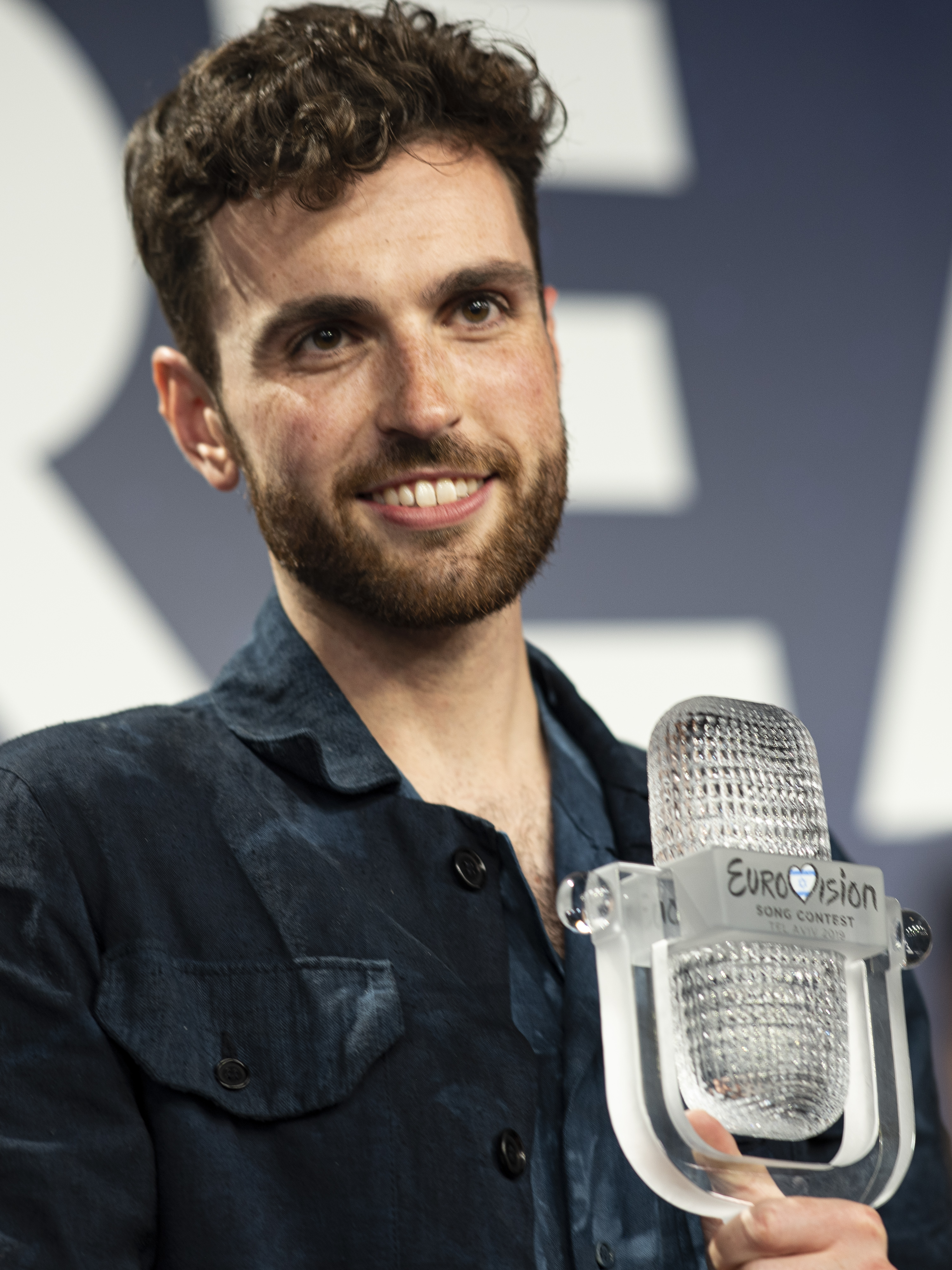
Duncan Laurence vinner Eurovision Song Contest 2019 för Nederländerna i Tel Aviv.

- 4 maj - På Miljöpartiets kongress väljs Per Bolund till nytt språkrör efter Gustav Fridolin.
- 5 maj – 41 personer omkommer i en brand ombord på Aeroflot Flight 1492 som lyfter från och nödlandar på Sjeremetevos internationella flygplats i Moskva.
- 18 maj – Duncan Laurences låt Arcade vinner Eurovision Song Contest 2019 för Nederländerna i Tel Aviv.
- 26 maj – Den franske hästen Dijon, körd och tränad av Romain Derieux, vinner årets upplaga av travtävlingen Elitloppet på Solvalla.
- 23 maj–26 maj – Europaparlamentsval hålls i Europeiska unionens medlemsstater.
- 24 maj – Storbritanniens premiärminister Theresa May meddelar att hon kommer avgå, efter ökande kritik inom det egna Konservativa partiet sedan hon tre gånger misslyckats med att få Brexitavtalet godkänt av underhuset.
- 29 maj – 7 turister omkommer när en turistbåt sjunker i floden Donau i Budapest.

### Juni

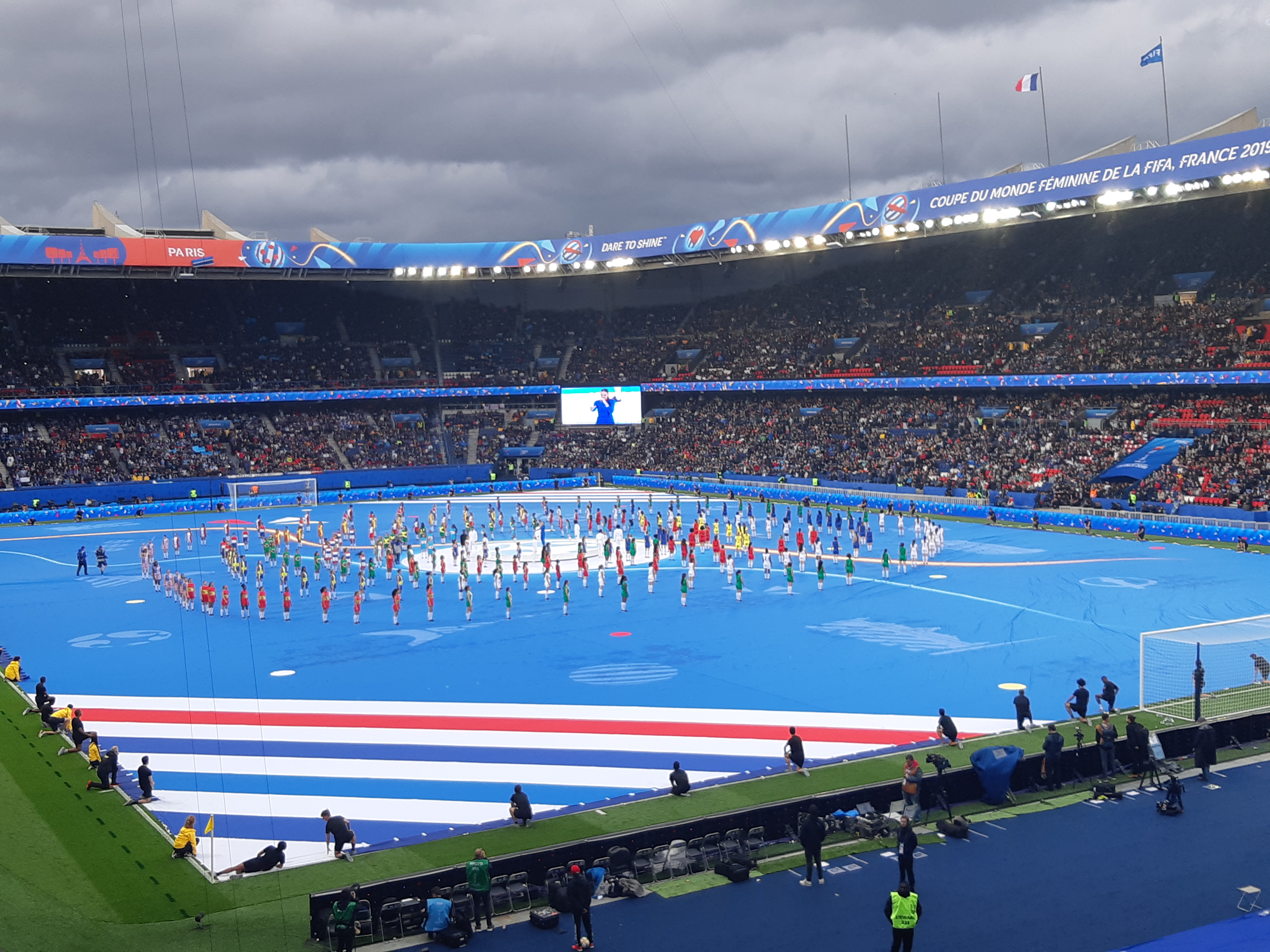
Världsmästerskapet i fotboll för damer spelas i Frankrike.

- 5 juni – Folketingsval hålls i Danmark.
- 7 juni
  - Storbritanniens premiärminister Theresa May avgår som ledare för Konservativa partiet, men stannar kvar som landets premiärminister tills en ny partiledare valts.
  - Världsmästerskapet i fotboll för damer 2019 i Frankrike inleds.
- 11 juni – Botswana avkriminaliserar homosexualitet.
- 12 juni – Ecuador legaliserar samkönade äktenskap.
- 13 juni – Det norska tankfartyget Front Altair utsätts för en attack i Omanbukten. USA anklagar Iran för attacken.
- 19 juni – Tre ryssar och en ukrainare åtalas för nedskjutningen av passagerarplanet Malaysia Airlines Flight 17 över Ukraina 2014.
- 20 juni
  - Boris Johnson och Jeremy Hunt kvarstår som kandidater att bli partiledare för Konservativa partiet i Storbritannien, efter fem omröstningar bland partiets underhusledamöter. Partiets medlemmar får välja mellan Johnson och Hunt.
  - Iran skjuter ner en amerikansk övervakningsdrönare över Hormuzsundet. Enligt Iran befann sig drönaren över iranskt territorium, medan USA påstår att den flög i internationellt luftrum.
- 27 juni - Mette Frederiksen efterträder Lars Løkke Rasmussen som Danmarks statsminister.
- 28 juni – Nyamko Sabuni utses till ny partiledare för Liberalerna.
- 30 juni – USA:s president Donald Trump och Nordkoreas ledare Kim Jong-un möts vid gränsen mellan Nord- och Sydkorea, Trump blir därmed den första amerikanske president som besökt Nordkorea.

### Juli

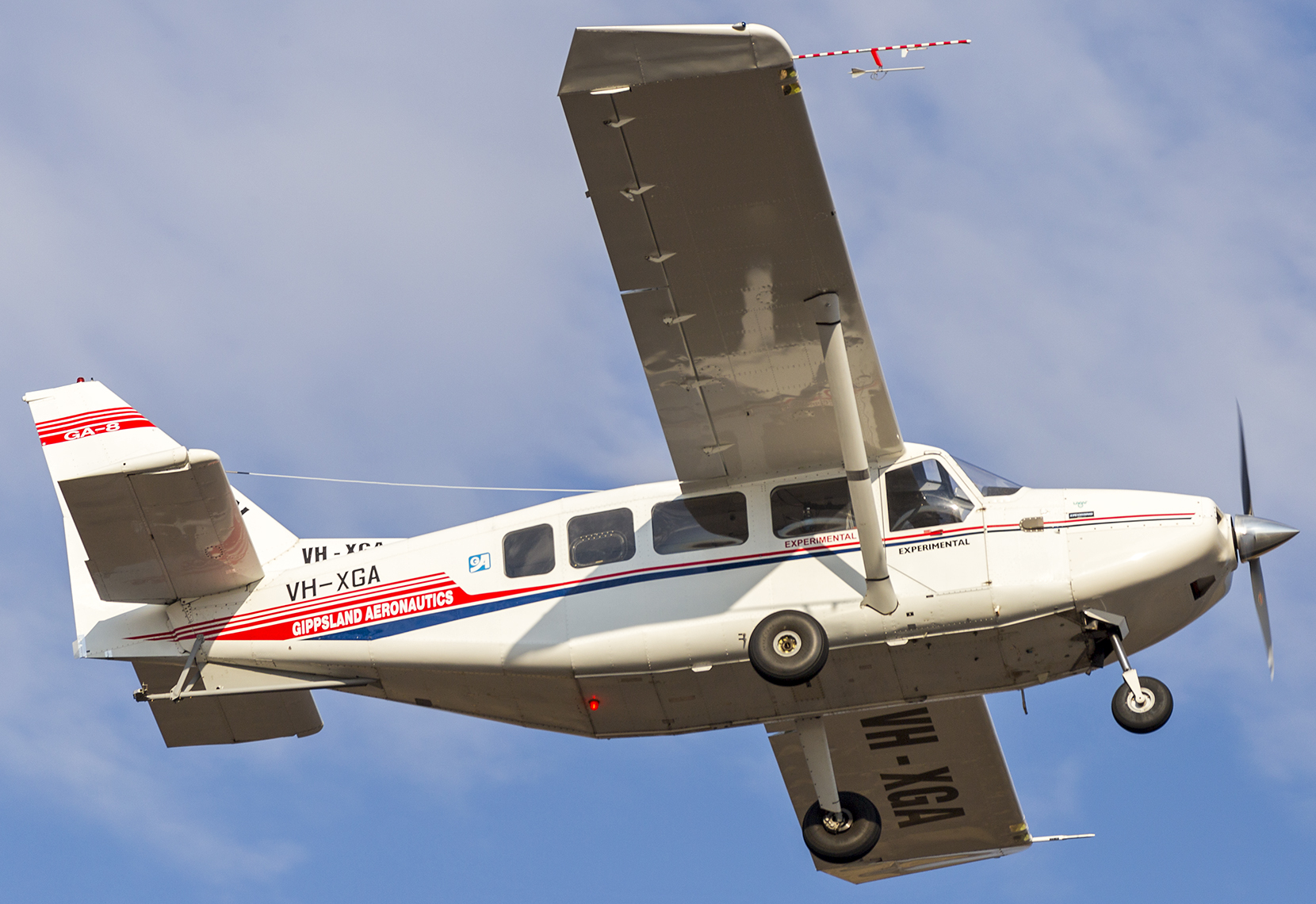
Nio fallskärmshoppare omkommer då flygplanet de färdas i havererar på ön Storsandskär i Ume älv.

- 7 juli – Världsmästerskapet i fotboll för damer 2019 i Frankrike avslutas. USA tar guld, Nederländerna tar silver och Sverige brons.
- 14 juli – Nio fallskärmshoppare omkommer då flygplanet de färdas i havererar på ön Storsandskär i Ume älv.
- 16 juli – Ursula von der Leyen väljs till posten som ny ordförande i EU-kommissionen och väntas tillträda ämbetet den 1 november 2019.
- 23 juli – Den tidigare utrikesministern Boris Johnson väljs till partiledare för Konservativa partiet i Storbritannien.
- 24 juli – Boris Johnson efterträder Theresa May som Storbritanniens premiärminister.
- 28 juli – Den colombianske cyklisten Egan Bernal vinner Tour de France 2019.
- 29 juli – Den ekologiska skuldens dag, då människans förbrukning av ekologiska resurser överstiger Jordens biokapacitet, inträffar tre dagar tidigare än föregående år.

### Augusti
- 3 augusti – Sammanlagt 32 personer dödas och mer än 50 personer skadas i två separata dödsskjutningar inom loppet av 13 timmar i El Paso, Texas och Dayton, Ohio i USA.
- 8 augusti – Tidningen Metro läggs ner efter 24 år.
- 10 augusti – En person skadas då en man öppnar eld i en moské i Bærum, Norge. Gärningsmannens styvsyster hittas senare död i hans hem.
- 14 augusti – Klimataktivisten Greta Thunberg påbörjar sin seglats över Atlanten för att delta i FN:s klimatmöte i New York 23 september och FN:s årliga klimatkonferens i Santiago de Chile 2-13 december.
- 20 augusti – Italiens premiärminister Giuseppe Conte meddelar sin avgång efter en konflikt mellan regeringspartierna M5S och Lega.
- 26 augusti – Läkemedelsföretaget Johnson & Johnson döms av en domstol i Oklahoma till att betala 572 miljoner dollar i böter för att ha bidragit till att skapa opioidkrisen i USA.
- 28 augusti – Klimataktivisten Greta Thunberg ankommer till New York.

### September
- 6 september

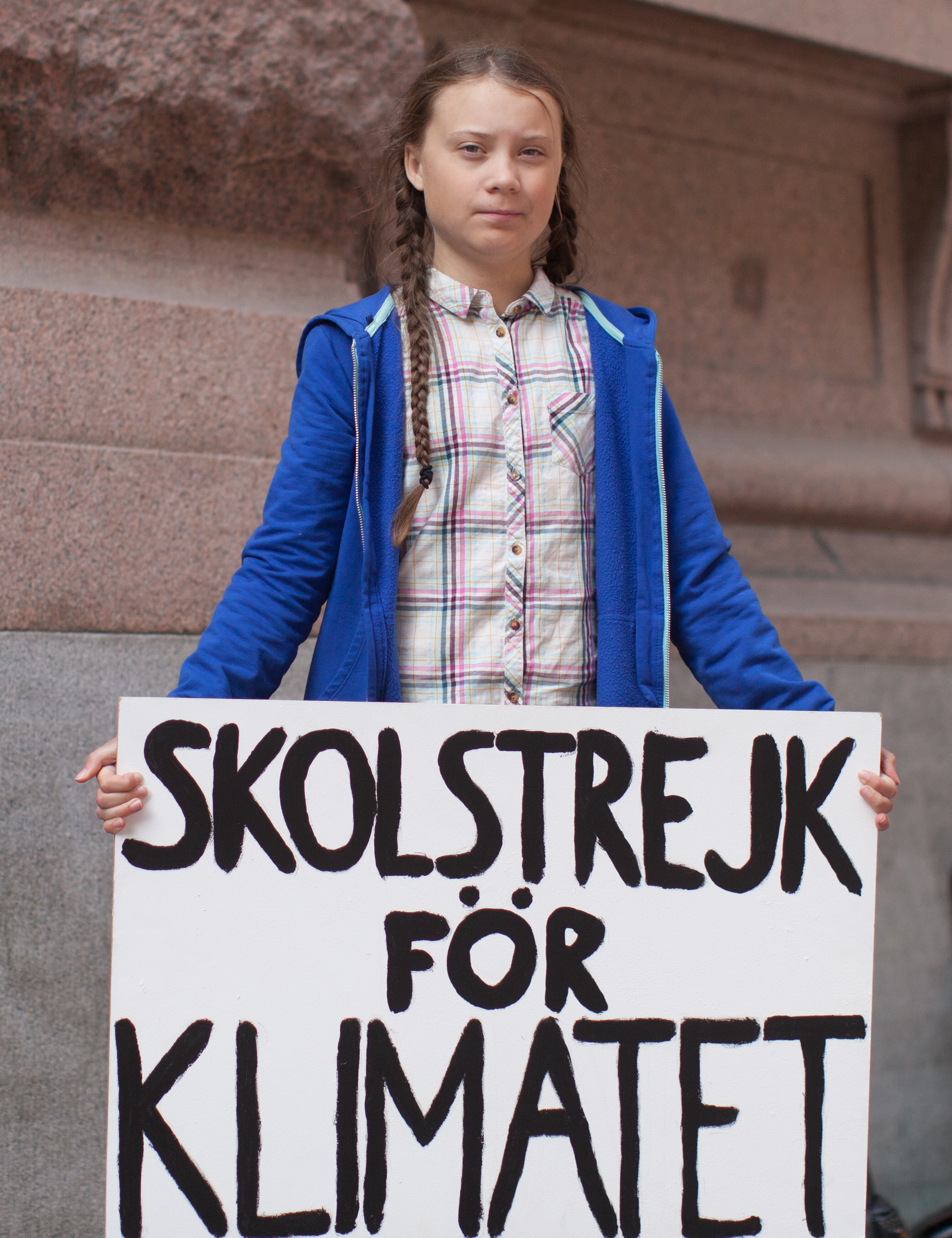
Svenskan Greta Thunberg påbörjade internationella rörelsen Skolstrejk för klimatet. Mot slutet av året utsågs hon till Person of the Year ("årets person") av amerikanska Time Magazine.

  - Italiens premiärminister Giuseppe Conte bildar en ny regering, denna gång med socialdemokratiska Partito Democratico, M5S och det lilla vänsterpartiet Liberi e Uguali.
  - Sveriges utrikesminister Margot Wallström meddelar att hon tänker avgå från sitt uppdrag.
- 10 september – Ann Linde efterträder Margot Wallström som Sveriges utrikesminister. Samtidigt utses Anna Hallberg till handelsminister och Eva Nordmark till arbetsmarknadsminister.
- 20 september
  - En utredning startas av särskilda åklagarkammaren efter anklagelser om mutbrott mot partiledarna Ulf Kristersson (M), Nyamko Sabuni (L) och Ebba Busch Thor (KD) efter att de bjudits på födelsedagsfest i Israel av Micael Bindefeld.[8]
  - En serie skolstrejker för klimatet startar och var redan den första fredagen den största klimatdemonstrationen genom tiderna.
- 25 september – Den första svenska kvinnliga astronauten, Jessica Meir skjuts upp i rymden för ett halvårs vistelse på den internationella rymdstationen ISS.

### Oktober
- 9 oktober

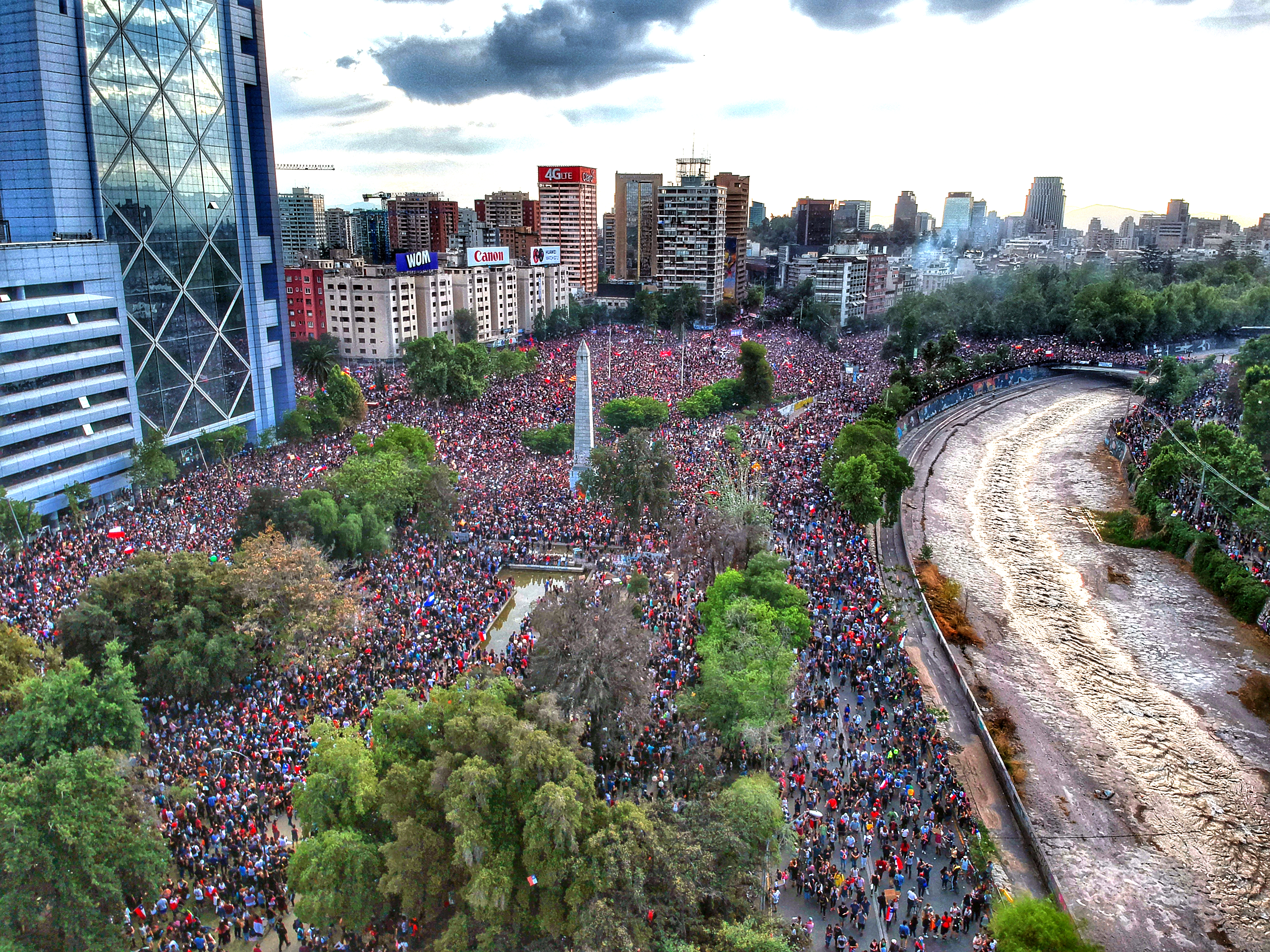
Protesterna i Chile: Den utlösande faktorn var höjda priser i kollektivtrafiken, men en stor del av missnöjet beror också på pensionssystemet där privata fonder går med stora överskott samtidigt som många pensionärer i Chile är mycket fattiga.

  - Turkiet påbörjar en militär offensiv i nordöstra Syrien. Kurdiskledda SDF uppmanar till motangrepp mot de turkiska styrkorna.
  - 2 personer dödas när en beväpnad man öppnar eld mot en synagoga i staden Halle i Tyskland.
- 10 oktober – Nobels litteraturpris för 2018 tilldelas Olga Tokarczuk och för 2019 Peter Handke.
- 14 oktober – Rättegången mot Kataloniens självständighetsledare leder till mångåriga domar för uppvigling och förnyad arresteringsorder på den tidigare regionpresidenten.
- 23 oktober – 39 personer påträffas döda i en övergiven lastbil utanför London.
- 27 oktober
  - Terroristsekten Islamiska statens ledare Abu Bakr al-Baghdadi spränger sig själv till döds i samband med en amerikansk militärinsats i nordvästra Syrien.
  - Presidentavalet i Argentina resulterar i att Mauricio Macri avsätts och ersätts av Alberto Fernández som Argentinas president.
- 28 oktober – EU ger Storbritannien möjlighet att skjuta upp Brexit till 31 januari 2020.
- 29 oktober – Libanons premiärminister Saad Hariri avgår som svar på de omfattande protesterna som lamslagit landet sedan 17 augusti.
- 30 oktober – Chiles president Sebastián Piñera ställer in värdskapet för Förenta nationernas klimatkonferens 2019 i december av oro för de omfattande protesterna i landet som pågått sedan 18 oktober.

### November
- 11 november – Merkuriuspassage.
- 25 november – I ett inbrott på museet Grünes Gewölbe i Dresden stjäls tre värdefulla juvelgarnityrer från 1700-talet.
- 29 november – Iraks premiärminister Adil Abdul-Mahdi avgår efter omfattande protester.

### December
- 2–13 december – Förenta nationernas klimatkonferens 2019 äger rum i Madrid, Spanien.
- 9 december – 6 personer dödas vid ett vulkanutbrott på Whakaari/White Island, Nya Zeeland.
- 10 december – Sanna Marin tillträder som Finlands statsminister, som ledare för en koalitionsregering med nästan bara kvinnliga partiledare.
- 12 december – Parlamentsval hölls i Storbritannien.
- 19 december – En majoritet i USA:s representanthus röstar för att ställa president Donald Trump inför riksrätt.
- 20 december – Det brittiska parlamentet godkänner regeringens avtal om utträde ur Europeiska Unionen.
- 30 december – Reaktor 2 på Ringhals kärnkraftverk stängs av kl 09:00 för alltid.
- 31 december – WHO informeras om det nya coronaviruset covid-19.

## Rörliga högtidsdagar

### Kristendom
- Fettisdagen: 5 mars
- Påskdagen: 21 april
- Kristi himmelsfärds dag: 30 maj
- Pingstdagen: 9 juni
- Midsommardagen: 22 juni
- Alla helgons dag: 2 november

### Judendom
- Rosh hashana (judiskt nyår): 30 september
- Yom kippur (försoningsdagen): 9 oktober
- Chanukka: 22 december

### Islam
- 1 ramadan: 6 maj
- Al Hidjra, islamiskt nyår: 31 augusti

### Kinesiskt
- Kinesiskt nyår: 5 februari

### Profana dagar
- Mors dag: 26 maj
- Fars dag: 10 november

## Födda
- 6 maj – Archie Mountbatten-Windsor, son till prins Harry och Meghan, hertiginna av Sussex

## Fiktiva händelser
- Handlingen i filmen Blade Runner från 1982 utspelas detta år.
- Handlingen i filmen Akira från 1988 utspelas detta år.

### Fotnoter
1. ↑  Hugosson, Linus (11 mars 2019). ”Linus Hugosson på Twitter”. https://twitter.com/linushugosson/status/1105138317597818881. Läst 11 mars 2019.
2. ↑  Könsbytena på barn är ett stort experiment, debattartikel av Christopher Gillberg med flera i Svenska Dagbladet, 13 mars 2019.
3. ↑  Förståelse av kön måste baseras på fakta, av Peter Örn i Psykologtidningen, 27 augusti 2019.
4. ↑  Eriksson, Hedvig; Makar, Maria (22 mars 2019). ”Robert Muellers Rysslandsutredning är klar”. https://www.svt.se/nyheter/utrikes/muellers-rysslandsutredning-ar-klar. Läst 23 mars 2019.
5. ↑  Gurman, Sadi, Viswanatha, Aruna & Tau, Byron (24 mars 2019). ”Mueller Doesn’t Find Trump Campaign Conspired With Russia”. Wall Street Journal. Läst 25 mars 2019.
6. ↑  Vita huset (25 mars 2019). "Proclamation on Recognizing the Golan Heights as Part of the State of Israel" Arkiverad 29 april 2020 hämtat från the Wayback Machine.. The White House. Läst 25 mars 2019.
7. ↑  Thomsen, Dante (20 september 2019). ”Partiledarnas festresa i Israel ska granskas av åklagare”. https://www.svt.se/nyheter/inrikes/partiledarnas-festresa-i-israel-ska-granskas-av-aklagare. Läst 20 september 2019.